# Бой под Мышкувом
Бой под Мышкувом (польск. Bitwa pod Mrzygłodem) — бой между польскими повстанцами и русскими регулярными войсками, произошедшее 17 февраля (1 марта) 1863 года в ходе Январского восстания.

## Предыстория
После отступления под Панками отряд повстанческого полковника прибыл в Мышкув 16 (28) февраля 1863 года. Из-за предательства нескольких местных жителей, сообщивших русским о расположении отряда, регулярными войсками, в местечко был выслан отряд общим числом до 500 человек.

## Бой
В ночь на 17 февраля (1 марта) 1863 года повстанческий отряд был атакован регулярными войсками со стороны железнодорожной станции, входящей в состав Варшаво-Венской железной дороги. Завязался упорный бой за местечко. В ходе перестрелки мятежникам удалось с большими потерями отбить по крайней мере 2 атаки регулярных войск.
Благодаря успешному маневру повстанцев Цешковского, вскоре регулярные войска оказались под угрозой окружения и были вынуждены в спешке отступить в Ченстохову, обеспечив мятежникам тактическую победу.

## Последствия
Русский отряд по данным польских историков понес потери в 4 убитых и 24 раненых. Потери мятежников оцениваются ими, как также «значительные».
Вскоре мятежники сами оставили местечко. Отряд Тешковского пошел на соединение с отрядами генерала Лангевича и участвовал в бою у Песковой Скалы 20 февраля (4 марта) 1863 года.